# 17 octobre
Pour les articles homonymes, voir Dix-Sept-Octobre.
17 septembre 17 novembre
Chronologies thématiques
- Croisades
- Ferroviaires
- Sports
- Disney
- Anarchisme
- Catholicisme

Abréviations / Voir aussi
- (° 1852) = né en 1852
- († 1885) = mort en 1885
- a.s. = calendrier julien
- n.s. = calendrier grégorien
- Calendrier
- Calendrier perpétuel
- Liste de calendriers
- Naissances du jour

Le 17 octobre est le 290e jour de l'année du calendrier grégorien, 291e lorsqu'elle est bissextile (il en reste ensuite 75).
C'était généralement l'équivalent du 26 vendémiaire du calendrier républicain ou révolutionnaire français, officiellement dénommé jour de l'aubergine.

## Événements

### XIIIesiècle
- 1244 : bataille de Forbie avec une victoire des Ayyoubides sur les croisés.

### XIVesiècle
- 1346 : bataille de Neville's Cross, victoire des troupes anglaises sur les Écossais de David II.

### XVesiècle
- 1448 : seconde bataille de Kosovo, victoire des Ottomans sur les coalisés hungaro-valaques.

### XVIIesiècle
- 1610 : Louis XIII est sacré roi de France à 9 ans, en la cathédrale de Reims.
- 1676 : signature du traité de Jouravno, entre la Pologne et la Turquie.

### XVIIIesiècle

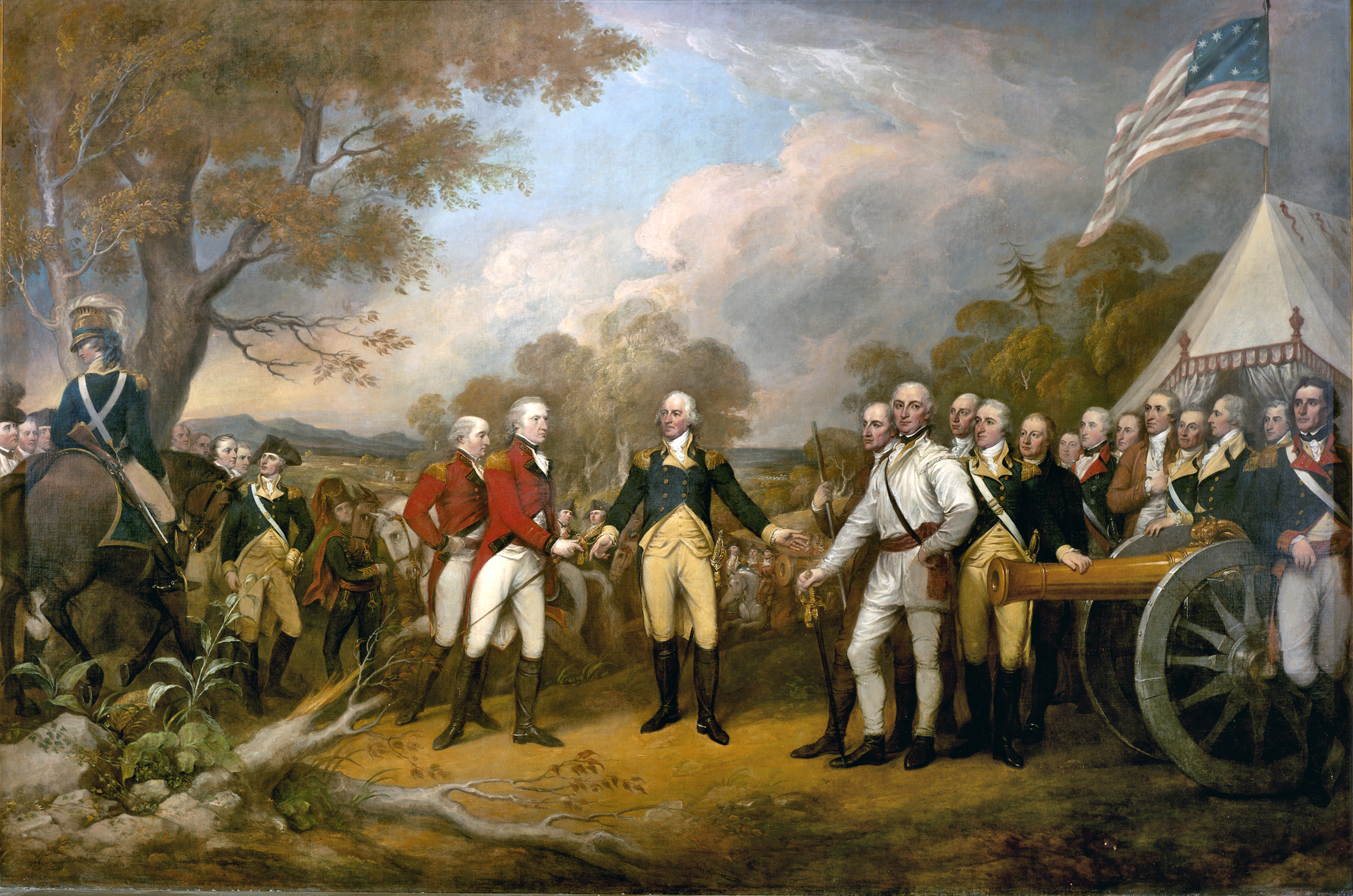
Reddition du général Burgoyne

- 1777 : John Burgoyne capitule, lors de la deuxième bataille de Saratoga, marquant la fin de campagne de Saratoga (guerre d'indépendance américaine).
- 1781 : fin de la bataille de Yorktown, entre les troupes coalisées franco-américaines dirigées par Rochambeau et George Washington, et les Anglais de Cornwallis.
- 1793 : bataille de Cholet, massacre de Beaupréau et massacre de Bouin, pendant la guerre de Vendée.

### XIXesiècle
- 1805 : victoire des Français commandés par Joachim Murat sur les Autrichiens, au combat de Neresheim.
- 1806 : 
  - combat de Halle, les Français de Bernadotte l'emportent sur les Prussiens.
  - Assassinat  de Jean-Jacques Dessalines, père de l'indépendance d'Haïti.
- 1809 : bataille de Melleck, pendant la rébellion du Tyrol.
- 1835 : création de la Texas Ranger Division.

### XXesiècle

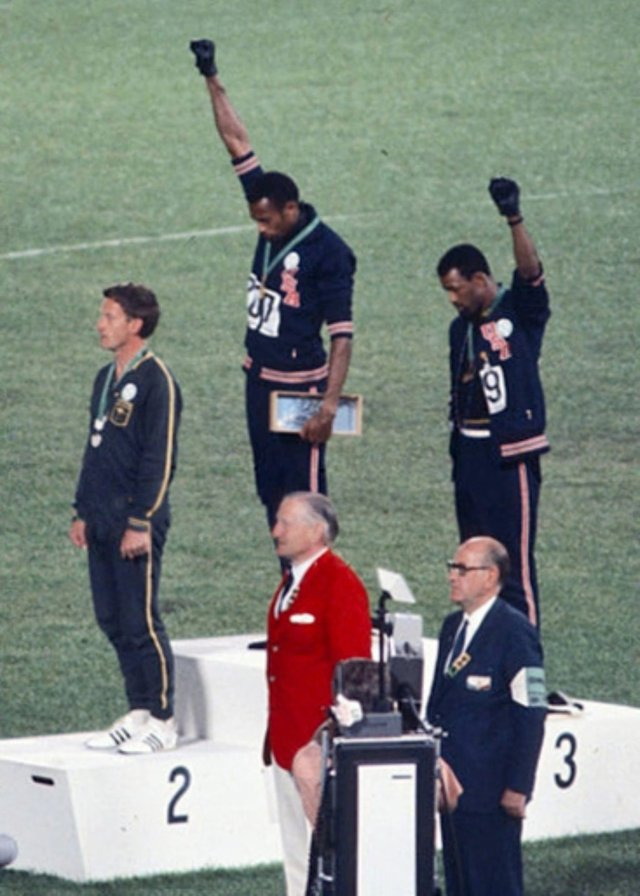
Tommie Smith, John Carlos, Peter Norman, en haut de droite à gauche

- 1902 : l'officier allemand Friedrich Robert von Beringe est le premier Occidental à observer des gorilles des montagnes sur les pentes du mont Sabyinyo (Afrique orientale allemande)[1].
- 1912 : déclaration de guerre de la Bulgarie, la Grèce et la Serbie à l'Empire ottoman (première guerre balkanique).
- 1917 : bataille du détroit de Muhu, la Kaiserliche Marine l'emporte sur la Marine impériale russe (première guerre mondiale pré-révolution d'octobre).
- 1956 : partie du siècle entre Bobby Fischer et Donald Byrne
- 1961 : répression sanglante d'une manifestation organisée par le F.L.N. à Paris.
- 1968 : A Mexico, John Carlos et Tommie Smith lèvent chacun un poing ganté de noir, sur leur podium de premier et troisième, pendant l'hymne américain de leur remise de médailles d'or et de bronze, lors des Jeux olympiques d'été de 1968.
- 1970 : Assassinat de Pierre Laporte, ministre québécois.
- 1997 : transfert des cendres d'Ernesto Guevara et de six de ses compagnons d'armes, dans un mausolée à Santa Clara à Cuba.

### XXIesiècle
- 2003 : Carlos Mesa devient président de la Bolivie, à la suite de la démission de son prédécesseur Gonzalo Sánchez de Lozada.
- 2013 : le Tchad, le Chili, la Lituanie, le Nigeria et l’Arabie saoudite sont élus au Conseil de sécurité de l’ONU, l’Arabie saoudite refuse son siège.
- 2016 : début de la bataille de Mossoul en Irak.
- 2017 :
  - fin de la bataille de Raqqa en Syrie.
  - Des attentats en Afghanistan font au moins 71 morts et 170 blessés.
- 2020 :
  - en Nouvelle-Zélande, les élections législatives ont lieu afin d'élire les députés de la cinquante-troisième législature de la Chambre des représentants[2]. Initialement prévu le 19 septembre 2020, le scrutin est reporté d'un mois en raison de la pandémie de Covid-19. Ce sont les travaillistes de la Première ministre Jacinda Ardern qui remportent la majorité absolue[3]. Elles sont couplées à deux référendums sur la légalisation du cannabis et sur celle de l'euthanasie.
- 2021 : au Cap-Vert, José Maria Neves remporte l’élection présidentielle dès le premier tour[4].

## Arts, culture et religion
- 1404 : élection du pape Innocent VII (Cosimo de' Migliorati, de son vrai nom).
- 1771 : création d'Ascanio in Alba, de Mozart.
- 1979 : mère Teresa reçoit le prix Nobel de la paix.
- 2000 : sortie de l'album  Chambre avec vue dont la chanson Jardin d’hiver marquant la renaissance musicale de Henri Salvador aidé des jeunes talents émergents Kerenn Ann et Benjamin Biolay[5].
- 2019 : à Paris, la Cour de cassation rejette le recours de l'État (et une circulaire de 2014) contre le tilde sur le prénom "Fañch" (François), attribué à l'état-civil de déclaration de naissance d'un enfant breton deux ans auparavant par ses parents[6],[7].
- 2022 : l'écrivain srilankais Shehan Karunatilaka remporte le prix Booker 2022[8].

## Sciences et techniques
- 1995 : l'Arlésienne Jeanne Calment atteint le record connu inégalé de 120 années et 238 jours écoulés de longévité de vie devançant en cela un Japonais mort en 1986 à officiellement 120 ans et 237 jours[9].

## Économie et société
- 1810 : première fête de la bière, une semaine après le mariage de Louis Ier de Bavière.
- 1931 : Al Capone est condamné pour fraude fiscale.
- 2018 :
  - le Canada devient le deuxième pays à légaliser le cannabis.
  - En Russie et Ukraine, dans la péninsule de Crimée, à Kertch, au moins 21 personnes meurent lors d’une tuerie.
- 2019 : au Mexique, de violents combats à Culiacán opposent les forces de l'ordre et le Cartel de Sinaloa pour décider du sort d'un de ses chefs arrêtés[10].

## Naissances

### XIIIesiècle
- 1253 : Yves Hélory de Kermartin, prêtre français, saint de l'Église catholique, patron des juristes et de la Bretagne († 19 mai 1303).

### XVesiècle
- 1493 : Baccio Bandinelli, peintre italien († 7 février 1560).

### XVIesiècle
- 1577 : Cristofano Allori, peintre florentin († 1er avril 1621).

### XVIIesiècle
- 1688 : Domenico Zipoli, compositeur toscan († 2 janvier 1726).
- 1696 : Auguste III, roi de Pologne et grand-duc de Lituanie de 1733 à 1763 († 3 octobre 1763).

### XVIIIesiècle
- 1734 : Grigori Orlov, aristocrate russe († 24 avril 1783).
- 1739 : Anne-Pierre de Montesquiou-Fézensac, militaire et homme politique français († 30 décembre 1798).
- 1760 : Claude Henri de Rouvroy, comte de Saint Simon, philosophe, économiste et militaire français († 19 mai 1825).
- 1749 : Henri Joseph Van Langhenhoven, maire de Bruxelles de 1802 à 1805 († après 1835).
- 1784 : Fructuoso Rivera, militaire et homme politique uruguayen, président de la République de 1830 à 1834 puis de 1839 à 1843 († 13 janvier 1854).

### XIXesiècle
- 1813 : Georg Büchner, dramaturge allemand († 19 février 1837).
- 1817 : Alfred Des Cloizeaux, minéralogiste français († 6 mai 1897).
- 1820 : Édouard Roche, astronome français († 18 avril 1883).
- 1840 : 
  - Achille Ballière, architecte et communard français († 4 novembre 1905).
  - André Gill, caricaturiste, peintre et chansonnier français († 1er mai 1885).
- 1847 : Chiquinha Gonzaga, compositrice brésilienne et pianiste, la première femme chef d'orchestre du Brésil († 28 février 1935).
- 1850 :
  - Fernand Foureau, explorateur et géographe français († 17 janvier 1914).
  - Anastasia Golovina, médecin bulgare († 5 mars 1933).
- 1854 : Queenie Newall, archère britannique, championne olympique en 1908 († 24 juin 1929).
- 1864 :
  - Elinor Glyn, romancière britannique († 23 septembre 1943).
  - Robert Lansing, homme politique américain, secrétaire d'État des États-Unis de 1915 à 1920 († 30 octobre 1928).
- 1873 : Alfred Polgar, écrivain autrichien († 24 avril 1955).
- 1876 : Hippolyte Aucouturier, cycliste sur route français († 22 avril 1944).
- 1883 : Alexander Sutherland Neill, psychanalyste britannique († 23 septembre 1973).
- 1886 : Spring Byington, actrice américaine († 7 septembre 1971).
- 1892 : Traian Popovici, avocat roumain, Juste parmi les nations († 4 juin 1946).
- 1898 : Shinichi Suzuki 鈴木 鎮一), musicien japonais († 26 janvier 1998).
- 1900 : Jean Arthur (Gladys Georgianna Greene dite), actrice américaine († 19 juin 1991).

### XXesiècle
- 1902 : Irene Ryan (Irene Noblett dite), actrice américaine († 26 avril 1973).
- 1903 : Nathanael West (Nathan Wallenstein Weinstein dit), écrivain américain († 22 décembre 1940).
- 1906 : Hans Haas, haltérophile autrichien, champion olympique († 14 mai 1973).
- 1908 : Kenji Miyamoto, homme politique japonais († 18 juillet 2007).
- 1909 : 
  - William « Cozy » Cole, batteur de jazz américain († 9 janvier 1981).
  - René Desvignes, gendarme et résistant français († 13 avril 1945).
- 1912 : 
  - Jean-Paul Ier (Albino Luciani dit), 263e pape, en fonction en 1978 († 28 septembre 1978).
  - Oleska Zaryckyj, prêtre ukrainien, martyr et béatifié en 2001 († 30 octobre 1963)[11].
- 1914 : 
  - Jean Parédès, comédien et fantaisiste français († 13 juillet 1998).
  - Jerome « Jerry » Siegel, auteur de comics américain († 28 janvier 1996).
- 1915 : Arthur Miller, auteur dramatique américain († 10 février 2005).
- 1917 : Marsha Hunt, actrice américaine devenue centenaire et vice-doyenne du cinéma mondial ou occidental[12] († 7 septembre 2022).
- 1918 : Rita Hayworth (Margarita Carmen Cansino dite), actrice américaine († 14 mai 1987).
- 1919 : Zhao Ziyang (赵紫阳), homme politique chinois, Premier ministre de la république populaire de Chine et secrétaire général du Parti communiste chinois (PCC) († 17 janvier 2005).
- 1920 :
  - Edward Montgomery Clift, acteur américain († 23 juillet 1966).
  - Miguel Delibes, écrivain espagnol († 12 mars 2010).
- 1921 :
  - Joseph Pasteur (Joseph Rocchesani dit), journaliste et présentateur de télévision français († 3 avril 2011).
  - Thomas Gordon « Tom » Poston, acteur américain († 30 avril 2007).
  - Maria Gorokhovskaya, gymnaste soviétique, championne olympique († 7 juillet 2001).
- 1922 :
  - Luis Floriano Bonfa, musicien brésilien († 12 janvier 2001).
  - Pierre Juneau, administrateur public et haut fonctionnaire canadien († 21 février 2012).
- 1923 :
  - Henryk Roman Gulbinowicz, prélat polonais († 16 novembre 2020).
  - Barney Kessel, guitariste de jazz américain († 6 mai 2004).
- 1926 :
  - Julie Adams, actrice américaine († 3 février 2019).
  - Karl Gordon Henize, astronaute américain († 5 octobre 1993).
- 1927 : Albert Falco, plongeur sous-marin français, chef de mission puis capitaine de la Calypso, fidèle second et compagnon du commandant Cousteau († 21 avril 2012).
- 1928 : Ali Kafi (علي حسين كافي), colonel et homme d'État algérien, président du Haut Comité d'État de 1992 à 1994 († 16 avril 2013).
- 1930 : Robert Atkins, diététicien américain († 17 avril 2003).
- 1931 : François Bergot, conservateur breton et français de musée († 28 janvier 2023).
- 1933 : Sœur Sourire (Jeanne-Paule Marie Deckers dite), chanteuse belge († 29 mars 1985).
- 1934 : Emmanuel « Rico » Rodriguez, musicien jamaïcain († 4 septembre 2015).
- 1936 : Hiroo Kanamori (金森 博雄), sismologue japonais.
- 1938 : 
  - Robert Craig « Evel » Knievel, Jr., cascadeur américain († 30 novembre 2007).
  - Lorraine Crapp, nageuse australienne, double championne olympique.
- 1942 : 
  - Jean-Pierre Dogliani, footballeur puis entraîneur français († 17 avril 2003).
  - Gary Puckett, chanteur américain du groupe Gary Puckett and The Union Gap (en).
- 1943 : Margie Sudre, médecin anesthésiste et femme politique française.
- 1944 : François Corbier (Alain Roux dit), chanteur et co-animateur de télé français († 1er juillet 2018).
- 1945 : Jean-Luc Sibiude, diplomate français.
- 1946 :
  - Jacques Bertin, chanteur, poète et journaliste français.
  - Alifa Farouk, femme politique tunisienne.
  - Cameron Mackintosh, producteur de théâtre britannique.
  - Adam Michnik, homme politique et homme d'affaires polonais.
  - Robert « Bob » Seagren, athlète et acteur américain.
- 1947 : 
  - Christian « Cookie » Dingler, chanteur et compositeur français et alsacien.
  - Michael McKean, comédien américain.
- 1948 :
  - Margaret Ruth « Margot » Kidder, actrice canadienne († 13 mai 2018).
  - George Wendt, acteur américain.
- 1950 :
  - Philippe Barbarin, prélat français ancien primat des Gaules.
  - Jocelyne Blouin, météorologue et présentatrice de météo québécoise † 27 mai 2019).
  - Howard Rollins Jr., acteur américain († 8 décembre 1996).
  - Yordan Bikov, haltérophile bulgare, champion olympique.
- 1951 : Jean-François Imbernon, joueur de rugby à XV français.
- 1952 : 
  - Dan Franck, écrivain français.
  - Jochen Bachfeld, boxeur est-allemand, champion olympique.
- 1955 : Samuel John « Sam » Bottoms, acteur et producteur américain († 16 décembre 2008).
- 1956 : 
  - Henri Giscard d'Estaing, homme d’affaires et homme politique français, fils aîné de Valéry Giscard d'Estaing et d'Anne-Aymone Giscard d'Estaing.
  - Mae Carol Jemison, astronaute américaine.
  - Guy Stéphan, footballeur français reconverti entraîneur.
- 1958 :
  - Alan Jackson, chanteur et auteur américain.
  - France St-Louis, joueuse de hockey sur glace québécoise.
  - Victor Remizov, écrivain russe.
- 1959 :
  - Daniel Gélinas, homme d’affaires et producteur de spectacles québécois, dont le Festival d'été de Québec.
  - Norm Macdonald, acteur et humoriste canadien († 14 septembre 2021).
- 1960 : Robert « Rob » Marshall, réalisateur américain.
- 1962 : Michael Craig « Mike » Judge, écrivain américain.
- 1966 : Mark Gatiss, acteur anglais.
- 1967 : Nathalie Tauziat, joueuse de tennis française.
- 1968 : David « Ziggy » Marley, musicien jamaïcain.
- 1969 :
  - Theodore Ernest « Ernie » Els, golfeur sud-africain.
  - Wyclef Jean, chanteur haïtien.
- 1970 : Mamadou Mahmoud N'Dongo, écrivain, photographe et cinéaste français.
- 1972 :
  - Eminem (Marshall Bruce Mathers III dit), chanteur rappeur américain.
  - Tarkan (Tarkan Tevetoğlu dit), chanteur turc.
- 1973 :
  - Martin Gendron, acteur québécois († 12 janvier 2004).
  - Bruce Toussaint, journaliste français de télévision.
- 1974 : Sevatheda Fynes, athlète bahaméenne, championne olympique du relais 4 x 100 m.
- 1975 : Francis Bouillon, hockeyeur américano-canadien.
- 1977 : Marko Antonio Cortés Mendoza, homme politique mexicain.
- 1978 : Pablo Iglesias Turrión, enseignant-chercheur et homme politique espagnol.
- 1979 : Kimi Räikkönen, coureur automobile finlandais.
- 1981 : 
  - Benjamin Bove, comédien et présentateur de télévision français.
  - Timo Ochs, footballeur allemand.
- 1983 : Felicity Jones, actrice britannique.
- 1984 :
  - Liudmila Konovalova, danseuse étoile russe.
  - Keddric Mays, basketteur américain.
- 1985 : Carlos Gonzalez, joueur de baseball vénézuélien.
- 1988 : Yuko Oshima (大島優子), actrice japonaise
- 1991 :
  - Brenda Asnicar, actrice et chanteuse argentine.
  - Agathe Auproux, journaliste et chroniqueuse de télévision française.
- 1992 : Keerthi Suresh (en), actrice indienne.
- 1993 : Vincent Poirier, basketteur français.
- 1995 : Fanta Keita, handballeuse franco-sénégalaise.
- 1997 : Gina Stiebitz, actrice allemande.

## Décès

### VIesiècle
- 532 : Boniface II, 55e pape, en fonction de 530 à 532 (° date inconnue).

### VIIIesiècle
- 739 : Nothhelm, archevêque de Cantorbéry (° date inconnue).

### XVIesiècle
- 1586 : Philip Sidney, poète anglais (° 30 novembre 1554).

### XVIIesiècle
- 1621 : Daniel Chamier, théologien français (° 1564).
- 1622 : Anne de Chantraine, femme brûlée à Waret-la-Chaussee ou à Liège (° 1605).
- 1673 : Thomas Clifford, homme d'État anglais (° 1er août 1630).
- 1690 : Marguerite-Marie Alacoque, religieuse française, sainte de l'Église catholique, fêtée la veille, 16 octobre (° 22 juillet 1647).

### XVIIIesiècle
- 1705 : Ninon de Lenclos (Anne de l'Enclos dite), femme de lettres française (° 10 novembre 1620).
- 1757 : René-Antoine Ferchault de Réaumur, physicien français (° 28 février 1683).
- 1776 : Pierre Le Courayer, théologien français (° 17 novembre 1681).

### XIXesiècle
- 1806 : Jean-Jacques Dessalines, militaire et homme politique haïtien, empereur d'Haïti de 1804 à 1806 (° 20 septembre 1758).
- 1837 : Johann Nepomuk Hummel, pianiste virtuose et compositeur autrichien (° 14 novembre 1778).
- 1849 : Frédéric Chopin, compositeur polonais (° 1er mars 1810).
- 1868 : 
  - Laura Secord, héroïne de la guerre canado-américaine de 1812 (° 13 septembre 1775).
  - Antoinette Béfort, artiste-peintre française (° 8 août 1788)
- 1887 : Gustav Kirchhoff, physicien allemand (° 12 mars 1824).
- 1893 : Patrice de Mac-Mahon, militaire et homme politique français, président de la République de 1873 à 1879 (° 13 juillet 1808).
- 1897 : Christen Pedersen Aaberg, agriculteur et homme politique danois (° 15 septembre 1819).

### XXesiècle
- 1910 : Carlo Michelstaedter, philosophe italien (° 3 juin 1887).
- 1914 : Eugène Piffaretti, chef de chant (° 30 juillet 1859).
- 1934 : Santiago Ramón y Cajal, biologiste espagnol, prix Nobel de physiologie ou médecine en 1906 (° 1er mai 1852).
- 1947 : Arthur Mastick Hyde, homme politique américain (° 12 juin 1877).
- 1963 : Jacques Hadamard, mathématicien français (° 8 décembre 1865).
- 1965 : Laure Diebold, résistante française (° 10 janvier 1915).
- 1966 :
  - Cléo de Mérode, danseuse française (° 27 septembre 1875).
  - Wieland Wagner, metteur en scène et directeur de festival musical allemand (° 5 janvier 1917).
- 1967 : Pu Yi (溥儀), empereur de Chine de 1908 à 1912 et en 1917 (° 7 février 1906).
- 1970 : Pierre Laporte, homme politique canadien (° 25 février 1921).
- 1972 : Turk Broda (Walter Edward Broda dit), hockeyeur sur glace canadien (° 15 mai 1914).
- 1973 : Ingeborg Bachmann, écrivain autrichien (° 25 juin 1926).
- 1978 : Giovanni Gronchi, homme politique italien, président de la République italienne de 1955 à 1962 (° 10 septembre 1887).
- 1979 : Pierre Bernac, chanteur français (° 12 janvier 1899).
- 1981 : Albert Cohen, écrivain suisse (° 16 août 1895).
- 1983 : 
  - Raymond Aron, philosophe français (° 14 mars 1905).
  - Mary Ellen Bute, pionnière américaine du film d'animation expérimental (° 21 novembre 1906).
- 1985 : Madame Simone (Pauline Benda dite), comédienne et écrivaine jurée du prix Femina (° 3 avril 1877).
- 1990 : Ono Tadashige (小野忠重), artiste graveur japonais (° 19 janvier 1909).
- 1991 : Tennessee Ernie Ford (Ernest Jennings Ford dit), chanteur américain (° 13 février 1919).
- 1996 : 
  - Berthold Goldschmidt, compositeur et chef d'orchestre britannique (° 18 janvier 1903).
  - Jean-Pierre Munch, cycliste sur route français (° 12 juin 1926).
- 1997 :
  - Marcel Chassard, artiste peintre et lithographe figuratifs français (° 29 juin 1907).
  - Antonio Ruiz-Pipó, compositeur de musique classique et pianiste espagnol (° 7 avril 1934).
  - Manuel Va, footballeur espagnol (° 18 novembre 1913).
- 1998 :
  - Brian Dickson, juge canadien (° 25 mai 1916).
  - Joan Hickson, actrice anglaise (° 5 août 1906).
  - François Russo, historien des sciences, épistémologue et théologien français (° 28 juin 1909).
  - Jürgen Spanuth, pasteur protestant allemand (° 5 septembre 1907).
- 2000 :
  - Luc-Marie Bayle, officier de marine et artiste peintre français (° 30 janvier 1914).
  - Pierre Molaine, homme de lettres français (° 29 avril 1906).

### XXIesiècle
- 2001 :
  - Jay Livingston, compositeur américain (° 28 mars 1915).
  - Micheline Ostermeyer, athlète et pianiste française (° 23 décembre 1922).
  - Rehavam Zeevi (רחבעם זאבי), militaire israélien (° 20 juin 1926).
- 2004 :
  - Michel Gillibert, écrivain et homme politique français (° 8 avril 1945).
  - Brice Pelman, écrivain français (° 11 septembre 1924).
- 2005 :
  - Carlos Gomes, footballeur portugais (° 18 janvier 1932).
  - Ba Jin (巴金), écrivain chinois (° 25 novembre 1904).
  - Jean Lescure, éditeur, poète, écrivain et scénariste français (° 14 septembre 1912).
- 2006 : Daniel Emilfork (Daniel Zapognikof dit), comédien français (° 7 avril 1924).
- 2007 :
  - Joey Bishop (Joseph Abraham Gottlieb dit), acteur et chanteur américain (° 3 février 1918).
  - Teresa Brewer, chanteuse américaine (° 7 mai 1931).
- 2008 : Benjamin « Ben » Weider, homme d’affaires (° 1er février 1923).
- 2009 : 
  - Doreen Blumhardt, potière, céramiste et enseignante néo-zélandaise (° 7 mars 2009).
  - Victor « Vic » Mizzy, compositeur américain (° 9 janvier 1916).
  - Romanie Pollet, doyenne du moment en Belgique.
- 2012 :
  - Émile Allais, skieur français, médaillé olympique (° 25 février 1912).
  - Sylvia Kristel, actrice néerlandaise, incarnation d'Emmanuelle (° 28 septembre 1952).
- 2015 :
  - Danièle Delorme (Gabrielle Girard dite), actrice française, veuve d'Yves Robert (° 9 octobre 1926).
  - Anne-Marie Lizin, femme politique belge (° 5 janvier 1949).
- 2016 : Rémy Vogel, footballeur français (° 26 novembre 1960).
- 2017 : Danielle Darrieux, actrice française (° 1er mai 1917).
- 2018 : Jacques Monory, artiste peintre français (° 25 juin 1924).
- 2019 : Alicia Alonso, danseuse et chorégraphe cubaine (° 21 décembre 1920).
- 2020 : Batchimeg Migeddorj, femme politique mongole (° 26 janvier 1973).
- 2021 : 
  - Ahmad Shah Ahmadzai, homme politique afghan (° 30 mars 1944).

## Célébrations
- Nations unies : journée internationale pour l'élimination de la pauvreté[13]
- Organisation mondiale de la santé : journée mondiale du don d'organes et de la greffe[14]

- Argentine : día de la Lealtad / « jour de la fidélité » commémorant des manifestations de masse de 1945 en faveur de la libération de Juan Perón.
- Haïti : jour de commémoration de la mort de Jean-Jacques Dessalines[15].
- Japon : Kannamesai, plus grande fête du sanctuaire d'Ise-jingū.

- Christianisme :
  - translation des reliques supposées de Saint Lazare de Chypre à Constantinople au IXe siècle ;
  - station dans le village de Béthar avec mémoire de Cosme / Côme & Damien des 26 septembre et lecture de I Cor. 12, 26(-31) et de  Mc 6, 6-13 dans le lectionnaire de Jérusalem.

### Saints chrétiens

#### Catholiques et orthodoxes
Saints du jour, :
- Æthelred et Æthelberht († vers 670), deux frères princes du royaume de Kent, martyrs près de Sandwich (Kent, Angleterre).
- Anstrude († 707), fille de saint Blandin et sainte Salaberge, abbesse à Laon.
- Baudouin de Laon († 679), archidiacre de Laon, assassiné sur ordre d'Ébroïn.
- Béraire († 670), 17e évêque du Mans.
- Caterve ou Caterv(i)o de Tolentino (it) (Flavio Giulio Catervio ou Flavius Iulius Catervius en latin, dit), sénateur et homme politique romain préfet du prétoire, sa femme Séverine / Settimia Severina et leur fils Basso, martyrs † au IVe siècle à Tolentino auxquels une légende piémontaise (en Italie du nord), cherchant à justifier la présence à Tortone / Tortona de quelques reliques de ces saints de la même famille, leur attribue le rôle de collaborateurs de son premier évêque Martien, Marcien / Marziano dans l'évangélisation de cette ville dont ils auraient été finalement des protomartyrs dès autour de l'année 68.
- Dulcide († 540), 5e évêque d'Agen.
- Florent d'Orange († 526), 19e évêque d'Orange.
- Héron d'Antioche († 127), 3e évêque d'Antioche, successeur d'Ignace d'Antioche.
- Ignace d'Antioche († 115), 2e évêque d'Antakya, père de l'Église.
- Jean Colobos († 405), père du désert de Scété.
- Loup d'Angers († VIIe siècle), 18e évêque d'Angers.
- Louthiern († VIe siècle), évêque missionnaire en Grande-Bretagne.
- Mamelcte († 343), prêtresse d'Artémis convertie, martyre en Perse sur l’ordre de Sapor II.
- Marien († 303), Alexandre, Victor, martyrs à Nicomédie.
- Nothhelm († 738), archevêque de Cantorbéry (Kent, Angleterre, comme supra).
- Ninne († vers 304), et ses compagnons martyrs en Maurétanie Tingitane.
- Osée († VIIIe siècle av. J.-C.), prophète de l'Ancien Testament.
- les Puelles († IIIe siècle), deux jeunes femmes qui prirent soin de la sépulture de Saturnin de Toulouse.
- Régule († IXe siècle), évêque en Angleterre avec saint Damien, prêtre, saint Anéglas, diacre, et sainte Muren, vierge.
- Rorice II († 553), 4e évêque de Limoges.
- Solène de Chartres († 290), vierge et martyre à Chartres.
- Trohé († VIIe siècle), abbé au diocèse de Nevers.
- Zosime († 585) et Rufus, martyrs à Antioche.

#### Saints et bienheureux catholiques
Saints et béatifiés du jour :
- Balthazar Ravaschieri (it) († 1492), franciscain à Binasco, confesseur de Véronique de Binasco.
- Contardo Ferrini († 1902), universitaire et tertiaire franciscain[18].
- Fidèle Fuidio (es) († 1936), marianiste et archéologue, martyr à Carrión de Calatrava.
- François-Isidore Gagelin († 1833), prêtre des Missions étrangères de Paris, martyr à Hué (auj' au Vietnam).
- Gilbert de Hoyland († 1172), abbé cistercien de l'abbaye de Swineshead.
- Jacques Burin († 1794), prêtre et martyr sous la Révolution française.
- Nathalie Vanot († 1794), Laurentine Prin, Ursule Bourla, Louise Ducrez et Augustine Déjardin, ursulines, martyres à Valenciennes sous la (post-?)Terreur révolutionnaire française.
- Parfait Carrascosa Santos († 1936), franciscain, martyr à Tembleque.
- Pierre Casani († 1647), piariste.
- Raymond-Étienne Bou Pascual († 1936), prêtre martyr à La Nucia.
- Richard Gwyn († 1584), père de famille et maître d’école, martyr à Wrexham.
- Tarsille Cordoba Belda († 1936), mère de famille martyre à Algemesí.

#### Saints orthodoxes
Saints du jour, aux dates parfois "juliennes" ou orientales :
- André de Crète († vers 761), moine crétois, martyr pour la défense des icônes, sous Constantin V Copronyme. Fêté le 4 juillet dans l'Église catholique.
- Antoine de Leokhnov (ru) († vers 1611), ermite en Russie.

### Prénoms
Bonne fête aux Baudouin, ses variantes Baudouine, Baudoin, Beaudo(u)in, ou leur forme anglaise Baldwin.
Et aussi aux :
- Astrid et Astride (fête locale).
- Caterve, Catervio, Catervo voire Cadvaladyr ou Cedval ci-après (Flavio Giulio ou Flavius Iulius), Séverine (ou Settimia), Severina et Basso.
- Ignace (voir ci-avant et 31 juillet).
- Osée.
- Segal et ses dérivés bretons également : Cadvaladyr, Cedval, Sengar, etc.
- Solène (fête locale) et ses variantes : Solenn, Solenna, Solenne, Soline, Zelia, Zélia, Zélie.

## Traditions et superstitions
- National Edge Day : jour férié non officiel célébré chaque année par des personnes qui s'associent au mouvement Straight edge (illustration ci-contre).Tatouage "straight edge"

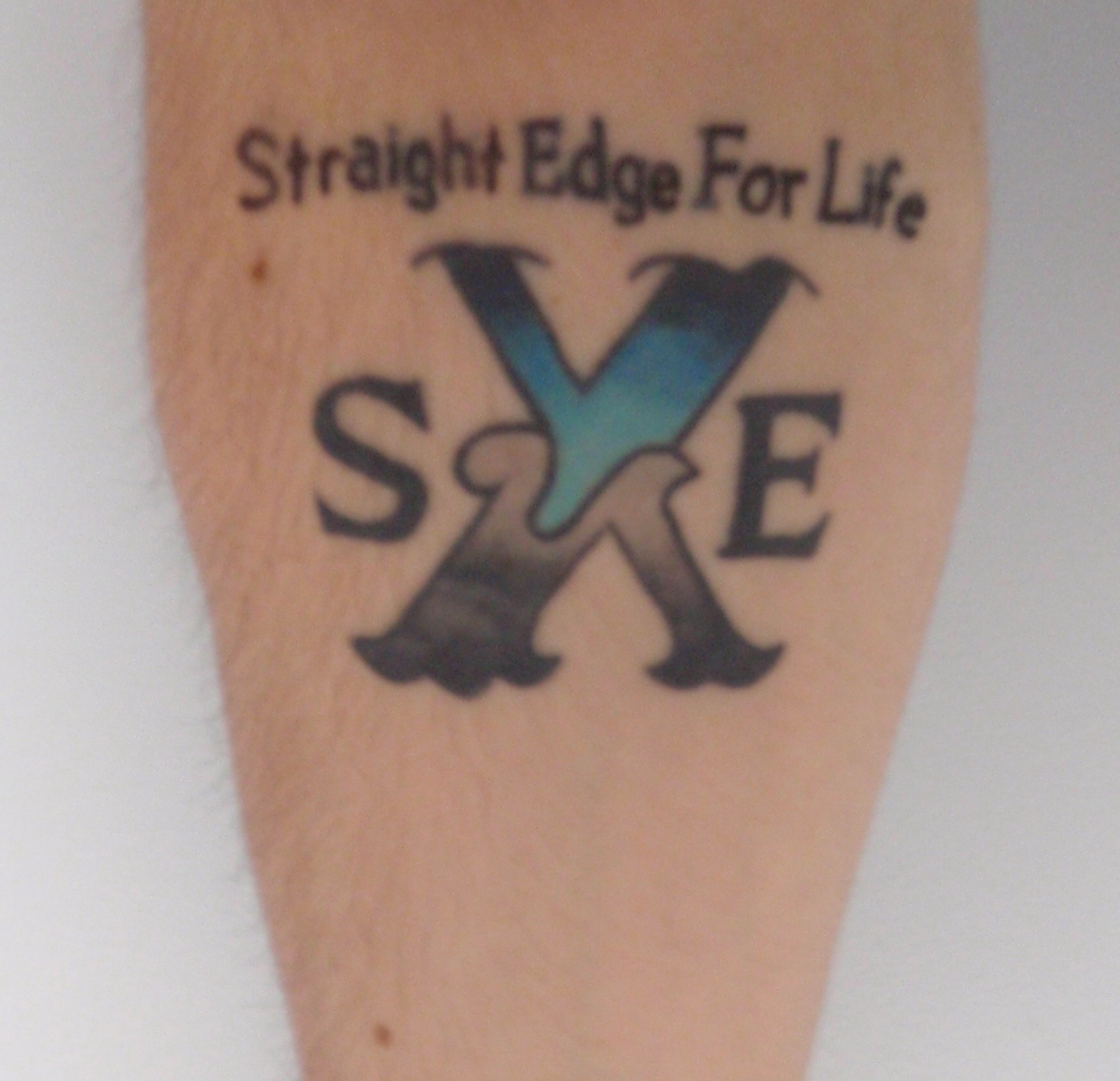
Tatouage "straight edge"

### Dicton du jour
- « À la saint-Auneuil, cueille les querneuilles [ou cornouilles]. »[19]
- « Quand Baudouin coupe le raisin, c'est mauvais pour le vin mais bon pour le chou : tout l'hiver, tu en auras goût. »[20]

### Astrologie
- Signe du zodiaque : 24e jour de la Balance.

## Toponymie
Les noms de plusieurs voies, places, sites ou édifices de pays ou régions francophones contiennent cette date sous différentes graphies : voir Dix-Sept-Octobre .